# Wielka pętla bieszczadzka

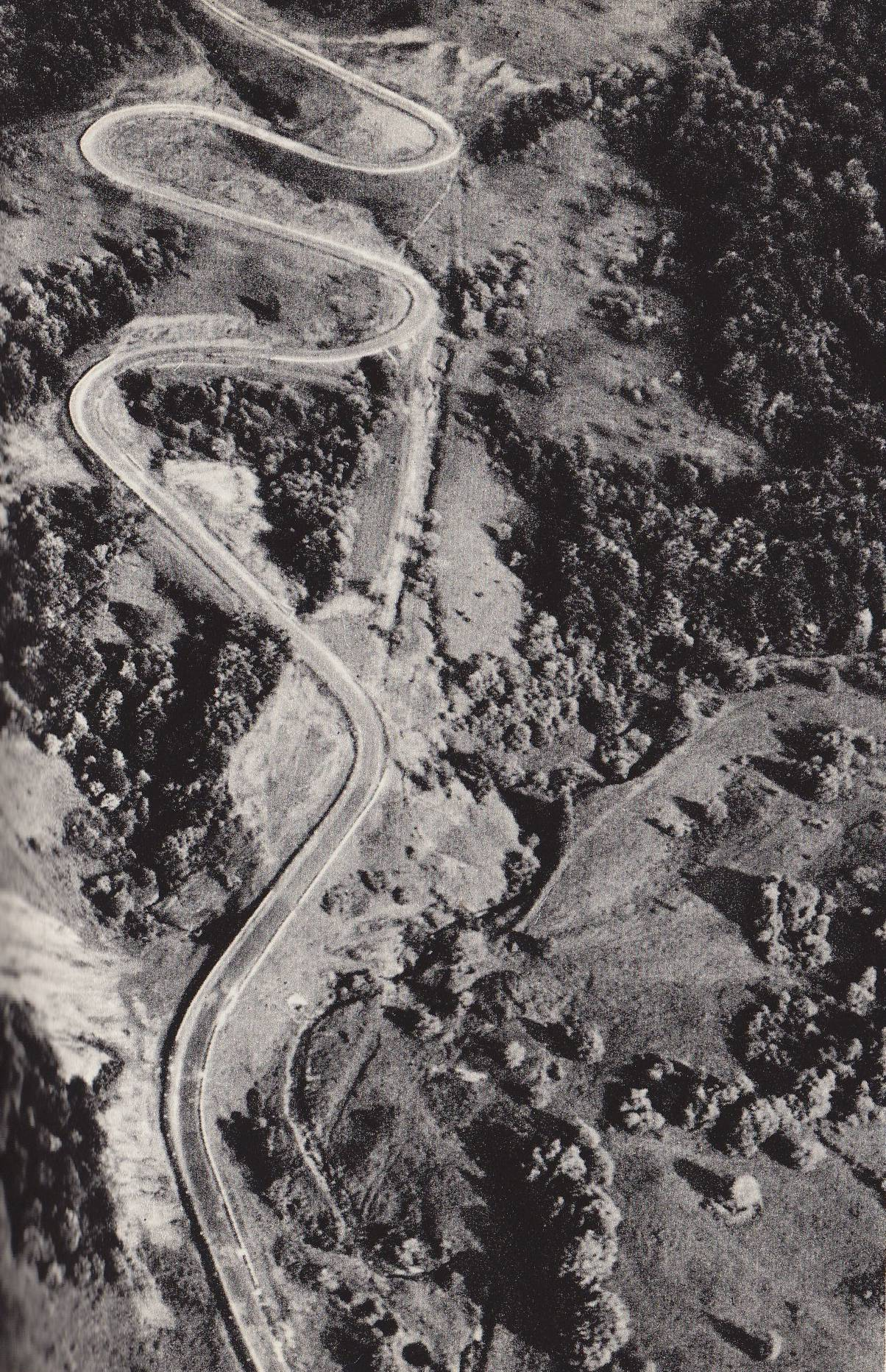
Fragment wielkiej pętli – serpentyny po zachodniej stronie Przełęczy Wyżnej ok. 1970

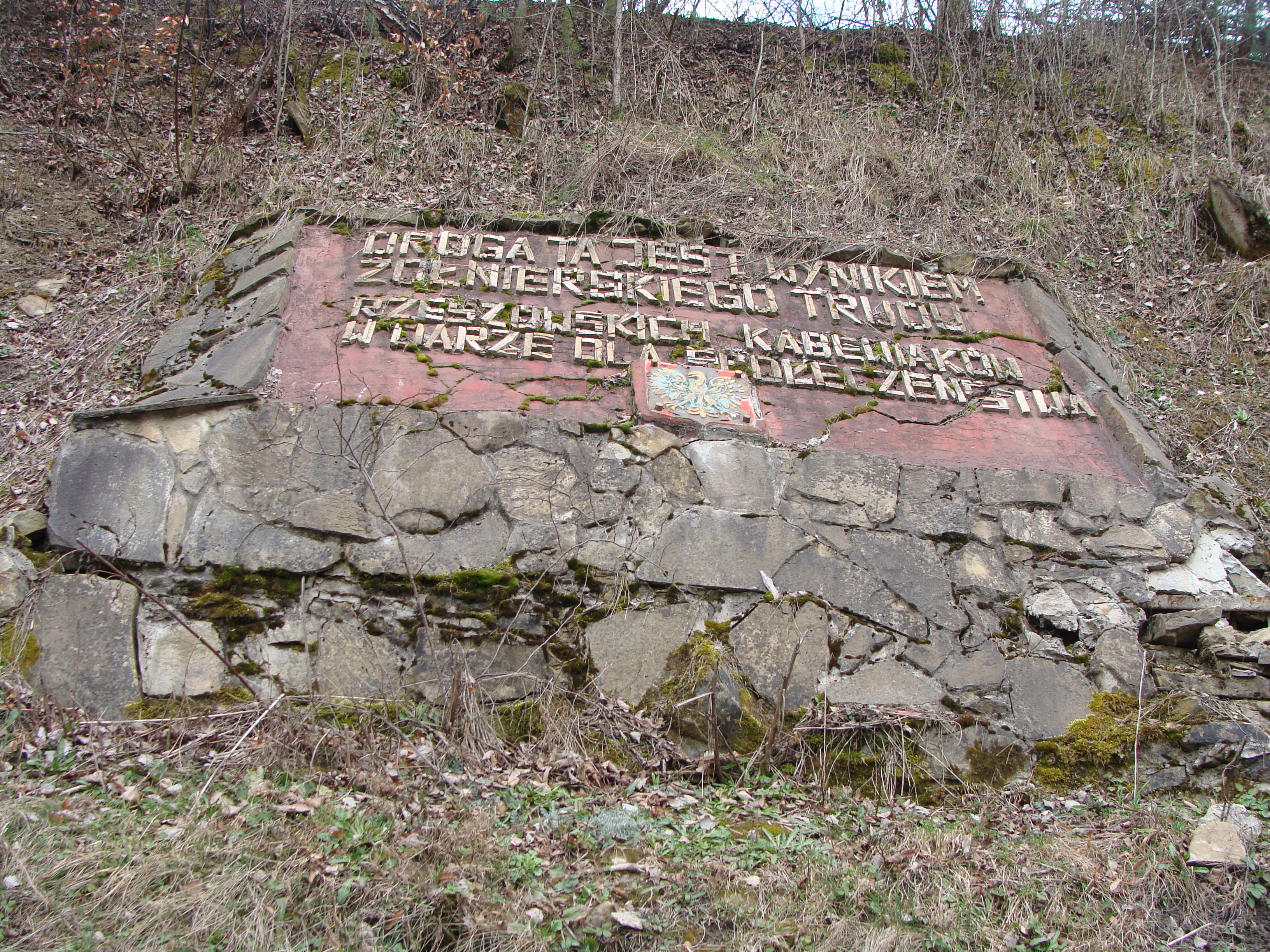
Płyta upamiętniająca budowę drogi w Bieszczadach przez żołnierzy rzeszowskiej jednostki Korpusu Bezpieczeństwa Wewnętrznego.

Wielka (duża) pętla bieszczadzka – potoczna nazwa samochodowej i rowerowej trasy turystycznej w polskiej części Bieszczadów i Gór Sanocko-Turczańskich.
Za punkt startowy wielkiej pętli bieszczadzkiej uważa się Lesko. Odcinki trasy są następujące:
- droga wojewódzka nr 894: Lesko – Hoczew,
- droga wojewódzka nr 893: Hoczew – Baligród – Cisna,
- droga wojewódzka nr 897: Cisna – Wetlina – Ustrzyki Górne (z odgałęzieniem do Wołosatego),
- droga wojewódzka nr 896: Ustrzyki Górne – Smolnik – Czarna – Ustrzyki Dolne,
- droga krajowa nr 84: Ustrzyki Dolne – Lesko.

Długość wielkiej pętli bieszczadzkiej wynosi 144 km, jednakże jeśli na trasie uwzględnione zostanie Wołosate jej długość wyniesie 155 km. Droga ma wiele odcinków z pięknymi widokami na góry i łączy miejscowości obfitujące w zabytki i atrakcje turystyczne. Przebiega przez Ciśniańsko-Wetliński Park Krajobrazowy, Bieszczadzki Park Narodowy, Park Krajobrazowy Doliny Sanu i Park Krajobrazowy Gór Słonnych.
Wielka pętla bieszczadzka pokrywa się częściowo z małą pętlą bieszczadzką.